# 李常受
李常受（Witness Lee，1905年9月3日—1997年6月9日），出生於山東省蓬萊縣，後隨中國國民黨政府遷居臺北，並前往美國，是一位传道人，地方召会继倪柝声之后的第二位同工，也是出版机构水流职事站的创建者。在中国大陆时期，曾是倪柝声同工之一，在煙台和上海等地工作；因時局關係，倪柝声知道他的光景，着他移居海外，以后在台灣並全球各地建立了“地方召会”。
李常受接受部分倪氏之真理教導，注重基督、灵、生命、教會，信徒的主观经历、在生活中对基督的主观認識與享受，並建立基督的身體。倪氏從聖經清楚認識，教会不是一个无生命的组织，而是一个生机的身体，来彰显基督。

## 生平

### 早年
李常受原名李长寿，1905年9月3日出生于中国山东省蓬莱县李家村，父亲李国重在东北长春开垦，母亲孙氏是蓬莱城内一个美南浸信会家庭的第三代基督徒，接受过教会学校的教育。李常受在家中排行第六，1914年母親帶着李常受與弟弟長恩迁居烟台，其母靠为西教士帮佣养育子女。李常受在南浸信会小学中接受了三年多教育，至1918年被迫辍学作童工养家，同时读夜校补习英文。1923年其父病故他乡。其寡母出售祖产，使其得以就读于美北长老会在烟台毓璜顶开设的益文商专。
1925年4月，李常受19岁，正在益文商专求学期间，女传道人汪佩真到烟台讲道，传讲《出埃及记》脱离法老辖制的信息，李常受因此接受福音，并奉献一生。李常受在中华自立会受点水洗礼，但是不久离开，此后7年，李常受在当地的弟兄会（牛顿派）聚会，学习用寓意解经的方法研读圣经中的预言和预表，他勤读圣经，同时还订阅福建一位青年基督徒倪柝声出版的《基督徒报》，开始接受倪柝声的观点，并在1930年接受弟兄会传教士布纳德在海中施行浸礼。
1932年，倪柝声到山东济南、烟台和黄县访问，李常受在烟台接待他，7月，在倪柝声离开烟台返沪的当晚，李常受就为一位中华自立会的信徒施浸，不久，脱离原属宗派、加入李常受家中擘饼聚会的人数增加到14人，这样，李常受在家乡山东烟台建立了中国北方一处地方召會。次年，聚会人数增加到近百人，租用了聚会所，汪佩真和倪柝声也访问这个新成立的召會。
烟台召会的人数增加后，李常受感到需要全時間投入召会工作，但是考虑到当时召会财务供给的现实状况，他经历了长时间艰难的内心挣扎。1933年8月21日，李常受终于决定放弃英商仁德洋行的高薪职位，全时间投入召会工作。李常受立刻受到第一份邀请，前往长春传道，兴起东北第一处地方召會。当他从东北返回烟台时，洋行經理再請李常受回去工作，並且願意給予加薪，此事讓李常受相當猶豫，但猶豫的同時又收到倪柝声在8月17日写于从欧洲回国航行途中的信件，也建议他全時間事奉召会。

## 与倪柝声同工

### 平津的工作
1934年，他移居上海，开始与倪柝声同工。负责帮助李渊如编辑「通问汇刊」和《基督徒报》。
1935年底，倪柝声打发李常受全家移民到天津英租界耀华里，开展北平、天津两地的见证。年长的女同工汪佩真和他配搭，在北平协和医院得到一批护士信徒。倪柝声本人也很重视平、津的工作，1936年1月亲往天津，释放《正常的基督徒信仰》的信息。这一时期，李常受也前往中国西北部的山西、绥远等省从事福音工作。

### 烟台大复兴
1937年抗日战争爆发，战争期间，交通阻断，李常受滞留在家乡烟台。1940年，李常受到上海参加倪柝声主持的友华村训练，接受倪柝声关于“建造召会的蓝图”，即召会实际的事奉治理规划，回到烟台后即照此实行，设立长老室、执事室。当时在中国各地地方教会中只有上海、烟台二处如此实行。1942年，倪柝声由于帮助其弟弟经营中国生化制药厂而被上海教会的同工、长老定罪并革除，有6年之久不能尽职，上海召会情形低落，不久由于日本军方的压力而停止聚会。在倪柝声被革除期间，李常受继续殷勤地积极工作，并且传讲生命树的信息，尽力不让上海的情形波及烟台。自1943年1月1日起，烟台大复兴，连续聚会100天之久，有800位信徒全人奉献，其中许多信徒移民去绥远（今内蒙古）和东北传福音。烟台召会的复兴震动了日本占领军，他们怀疑其中有政治企图。5月，李常受被日军拘禁一个月，此后发现他仅是一个“耶稣迷”而将其释放。但是李常受在入狱时感染了肺结核，因此卧床休息两年半时间。1944年10月，他秘密逃往青岛，在青岛教会龙山路4号聚会所休息养病两年之久。

### 生命树信息与南京、上海教会的恢复
1946年，第二次世界大战结束以后，李常受的肺病也痊愈，但是这时山东的大部分地区为八路军占领，召会工作受阻；这时，张郁岚和俞成华、汪佩真都邀请李常受南下，帮助恢复南京和上海的地方召会。于是他将家眷搬到南京，自己以上海为主，兼顾南京，他在两地传讲生命树信息，使两地下沉的信徒得到释放，特别是使李渊如、张愚之、杜忠臣等同工、长老得到恢复。

### 访问华南与倪柝声恢复尽职
1947年底到1948年初，应香港、广州、汕头、厦门、福州各地召会邀请，李常受、汪佩真南下访问这些召會，使得复兴扩展到这些地方。另一个重要的收获，是在福州聚会结束以后，李常受和汪佩真前往海关巷倪家，邀倪柝声在福州尽讲道的职事，随后又在4月，倪柝声接受李渊如等人的道歉，并正式在上海恢复他话语的职事，带进了更大的复兴。
1948年和1949年，倪柝声在福建鼓岭举办了2次训练，李常受则留在上海，负责建造上海教会南阳路145号聚会所。

## 台湾时期
1949年5月，在上海政局变化前夕，倪柝声为避免地方教会同工们有可能被一网打尽，並知道李常受因受過日本人的關禁，心中對留下有所作難，他也在聖徒中，表示過一點他的看法，故此就認為他離開為宜，於是建議他前往台湾开展工作。虽然当时台湾的福音开展及基础设施与上海相比仍有相当差距。李常受到了台湾后，未几就在台北仁爱路买地盖造容纳300人的会所，并于1949年8月1日正式在这新会所开始聚会。由于大力开展福音运动，许多自中国大陆迁居台湾者被吸引加入地方教会，到1955年，几年间信徒从500人增长到5万人。教会聚会所的人数在台湾一直仅次于长老会。根据2001年统计，信徒人数为91,442人，属于669处地方召会。其中仅台北市召会一处，拥有70处聚会所，数万信徒。李常受在台湾也仿效倪柝声在大陆的做法，训练全时间事奉者。他的名著《生命的认识》与《生命的经历》即为这一时期的著作。
1955年和1957年，英国内里生命派领袖史百克两次访问台湾教会，及后由于在地方教会立场问题上与李常受产生争论，最终决裂。台湾地方教会中一批青年同工，包括史伯诚、林三纲、徐爾建、魏建章、何广明等人，认同史百克的教会观，及後在嘉义、台中、高雄、新竹、基隆等地，并有相当信徒拥护。李常受因此心里极为不滿。1958年李出访美国，回台后，终在1965年停止了他們同工和長老的職事，并指责他们分裂台湾教会。此前，约1963年，在台北编辑室服事的邵遵澜和台湾省籍的同工张贵富先后自动离开地方教会。台湾石门水库教会和侯秀英因为接纳上述分离者，也被定罪，脱离地方教会。
而自1965年起，香港地方教会内也出现裂痕。香港教会的长老魏光禧支持李常受所謂海外工作“工头”地位，而另一位在1949年由倪柝声設立為香港教會的长老陈则信则认为，李常受絕非“工头”，地方的教會是各自向主負責的，並指出李所傳講的有不合聖經真理。1970年因李從台灣抵香港，要主領特會，跟隨他者要佔用天文台道香港教会尖沙咀聚会所，促使原在那裏聚會，並反對李的，因會所之使用权出现争执，及後并公开分裂。后来，曾与李常受在上海和美国的同工江守道也因李之地方教會誤論与李分开。 
菲律宾也是1950年代李常受另一个尽职的重点地区。缪绍训原是倪柝声1920年代在福州时期的同工，1935年兴起马尼拉教会。自1950年起，李常受定期前去讲道，并且安排服事，使马尼拉教会兴盛起来。但是缪绍训不接受地方立场的观点，最终马尼拉教会在1961年分裂。而李常受的同工又向马尼拉以外及各岛屿开展，兴起数百处地方教会。

## 从美国向各大洲扩展
1958年和1960年，李常受访问美国，访问洛杉矶、旧金山和纽约的基督徒。他帮助建立洛杉矶地方教会。1962年，李常受在洛杉矶带领特会，传讲《包罗万有的基督》，把主的恢复带到美国。1965年他成立水流出版社（后作水流职事站，安那翰），主要出版他和一些倪柝声的著作和信息。他召开许多特会，主要在美国和亚洲。这一时期，為區隔召會與其他基督教團體的不同，李常受陆续重新翻譯基督名詞，如1958年的“吃喝享受主”，1966年的“呼求主名”和“直读直祷”，1968年的普遍申言，1969年的“七倍加强之灵”，1971年“身体的基督”，1980年“神新约的经纶”等等。在此基础上，自1974年（69岁），他开始了工程浩大持续了22年之久的解经训练——生命读经，到他90岁的时候。在李常受的努力和影响之下，陆续在各大洲许多国家建立了数千处地方召会。

### 亚洲
- 日本：1957年
- ：1966年，王重生返回韩国，建立大田召会。今天地方召会在韩国相当兴旺。至2009年，在韩国有126处召会，约五万名信徒。
- 泰國
- 新加坡
- 马来西亚
- 菲律賓
- 印度

### 美洲和澳洲
- 巴西：1959年
- 加拿大：1963年
- 新西兰和 ：1970年
- 巴拉圭

### 欧洲
- 德国：1971年
- 法國
- 西班牙

### 非洲
- 奈及利亞：1971年
- ：1972年
- 衣索比亞

李常受较新的观点在1979年传入中国大陆。地方召会中分为支持和反对的两派。反对者中包括不参加三自的福州召會长老陈恪三，和参加三自的上海召会长老唐守临、任钟祥。

### 改制与风波
1984年，李常受完成新约生命读经，有感于台湾地方教会扩展缓慢，遂由美国返回台湾，推行新路（或“神命定之路”）改制，并举办台北全时间训练（1986年），推行五年福音化台湾运动。同时翻译圣经恢复本，1987年完成新约部分。
新路改制遇到了相当大的阻力。1987年到1989年，地方教会出现全球性的风波。美国安那翰教会长老英格斯约翰（John Ingalls）、德国斯图加特教会长老苏民强、香港教会长老封志理均在这时公开反对他，並且對他不處理兒子李蒙澤的道德問題而表達反對。

### 1990年代
1980年代地方教会全球性的风波刚刚过去，东欧国家和苏联发生政局变化。李常受抓住时机，推动美国和台湾等地信徒移民，在1991年前往开展，迅速建立许多处地方教会。

1994年2月20日，在「新春华语特会」中，年已89岁的李常受又發表了所謂圣经中的“神圣启示的高峰”：
“神成为人，人成为神”，謂神成為人，为要使人在生命和性情上（但不在神格上）成为神。
次年，完成全部66卷新旧约圣经的生命读经，又对新耶路撒冷作出全新的系统解释。在1990年代，他释放的其他重要主题还包括神完整救恩的法理一面和生机一面、基督在祂三个神圣奥秘时期的丰满职事、神与人的联结（union）、调和（mingling）与合并（incorporation）等，又开始被称为“结晶读经”的解经系列，在他去世之前完成了雅各书，雅歌、约翰和罗马书结晶读经。1997年2月，他在最后一次特会中，释放了《在生命中作王》的信息。

1997年6月9日，李常受在美国南加州安那翰去世，享年92岁，一生事奉65年。

## 思想纲要

### 主的恢复
根据李常受和倪柝声，主的恢复至少能追溯到马丁·路德和宗教改革，并接续盖恩夫人、新生铎夫、摩拉维亚弟兄会、达秘和普利茅斯弟兄会，继续恢复失落的圣经真理。在地方教会聚会的基督徒与所有基督徒都持相同的信仰：

1. 我們相信全本聖經是神完整的啟示，字字都是聖靈所默示的。
2. 我們相信神是獨一的三一神，父、子、靈同等，共存，從亙古到永遠。
3. 我們相信神的兒子，就是神自己，成為肉體，成為人，名叫耶穌，由童女馬利亞所生，來作我們的救贖主和救主。
4. 我們相信耶穌是真正的人，曾在地上生活三十三年半，使人認識父神。
5. 我們相信耶穌是神用聖靈所膏的基督，為我們的罪死在十字架上，流血為我們成功了救贖。
6. 我們相信耶穌基督埋葬三日以後，就從死裏復活（肉身上和靈性上）；並在復活裏成為賜生命的靈，將祂自己分賜到我們裏面，作我們的生命和一切。
7. 我們相信基督復活後升到天上，被神立為萬有的主。
8. 我們相信基督升天以後，將神的靈澆灌下來，把祂所揀選的肢體浸入一個身體裏；神的靈，也就是基督的靈，今天在地上運行，叫罪人知罪，重生神所揀選的人，住在基督的眾肢體裏，使他們在生命裏長大，並建造基督的身體，讓祂得著完滿的彰顯。
9. 我們相信在這世代的末了，基督要回來提接祂的眾肢體，審判世界，得著全地，並建立祂永遠的國度。
10. 我們相信得勝的聖徒要在千年國度裏與基督一同作王掌權；並且所有在基督裏的信徒，都將有分於新天新地新耶路撒冷裏神聖的福分，直到永遠。

（水流職事站信仰聲明 （页面存档备份，存于））

### 神的经纶
取别于传统系统神学的架构，李常受晚年以神的经纶这个古代教父经常使用的神学名词来建构地方召会的神学思想。

### 成神论
李常受在晚年，跟随亚他那修的榜样，恢复宣讲成神论，即神在耶稣里成为人，使人可以在基督里成为神（在生命和性情上，但不在神格上）。

### 地方立场
倪柝声和李常受二人的教导都指出，按照圣经所指明之神的心意，所有的基督徒都在一个基督裡合一且无分彼此。地方召会并非一个基督教的教会组织，各地的召会均以地方名之。依据新约圣经中的教导，为见证召会的合一，基督徒在不同地方的召会里聚会，不应以不同名称、宗派为依归。按照圣经，所有新约的信徒都因着主耶稣的死，废去了一切宗派、种族、文化、社会地位、信条或其他分别。并应按照神心所愿的合一而聚集。李把这称之为“地方立场”（见地方召會），并传扬这种立场。

## 争论

### 創辦地方召會不受普遍基督教接受
李的职事的某些部分引起一些基督徒的争论。例如，“地方立场”的教导很难被各基督教教派所接受。李常受关于一个教会的理论多年来一直受到观察者的批评。虽然多年以来对于李发起的地方教会与该团体的教义有诸多争议，但福音派基督教出版协会（the Evangelical Christian Publishers Association，以下简称ECPA）却已经接纳该团体为其会员。协会总裁道格·罗斯（Doug Ross）在2003年十一月证实了这一点。该团体已经被全世界最具影响力的基督教出版者协会所承认。罗斯补充说，许多水流职事站（LSM）的批评者从未坐下来与水流职事站（LSM）就着所关心的问题进行研讨。罗斯敦促大家到水流职事站（LSM）设立的网站 www.contendingforthefaith.org 去阅读水流职事站（LSM）就有关教义上的质疑所作的响应。美国富勒神学院也对李常受的教训作出研究，认为李氏之教训（不论是他的三一论及成神论），皆合乎历史基督教正统的范畴。富勒神学院之研究声明见于香港真理书房之网页。

### 对基督教的诉讼
- 李常受去世前

尼尔达迪（Neil Duddy）：《神人》（The God-men），1977。——1985年6月26日被美国加州的阿拉米达郡（ALAMEDA）高等法院判以诽谤罪，并处以高額罰金。
杰克·史巴斯（Jack Sparks）：《弯曲心思者》（The Mind-benders），汤玛斯·尼尔森公司出版。——1983年4月10日在美国18家最大报纸上，以《We Were Wrong》為題公开道歉，並停止该书出版，收回所有业已发行的书。
- 李常受去世后

水流职事站在1999年控告发行「邪教和新兴宗教百科」的 Harvest House Publishers。官司缠讼数年之后，2006年1月5日美国德州上诉法院裁定不受理。然而，水流职事站与相关地方教会仍向德州最高法院提起抗告。2007年2月16日美国德州最高法院基于涉及宗教论点駁回水流职事站的訴訟，水流职事站继续上诉最高法院。2007年6月18日，美国最高法院驳回水流职事站的上訴，这场官司正式落幕。

## 地方召會與基督教研究所的争议
1970年代早期，美國專門研究異端與邪教的“基督教研究院”（CRI）將華人傳道人倪柝聲與李常受所帶領的地方教會定為“偏激的基督教团体”。到2009年12月份，基督教研究所發表題為「我們錯了 （页面存档备份，存于） We Were Wrong （页面存档备份，存于）」的文章，“基督教研究院以长达六年的第一手研究为基础，作出以下结论：地方教会是一个真实、正统的新约基督教会”（同上），重新证识地方召會的立場。在此文的院长前言中，汉尼葛夫汉克（Hank Hanegraaff）申明：
身为基督教研究院院长，我得悉大量关于邪教、秘教及偏激基督教神学的资料，一向以为敝组织既致力于一流的头手研究工作，存档的资料应当准确无误。已过二十余年，此假设一再得到验证。但并非总是如此。七十年代早期，基督教研究院曾与巴沙迪诺夫妇（Bob and Gretchen Passantino）二位研究人士合作，对地方教会进行评估，其结果竟成了日后错误信息的主要来源。
事实真相到了二○○三年才逐渐浮现。那时，我邀请巴沙迪诺格雷琴和米勒艾略特（Elliot Miller，《基督教研究院期刊》总编辑），一同会见水流职事站的代表。在那次会晤中，我听见他们慷慨的陈词，逐项肯定地方教会被指控否认的真理。地方教会的代表一个接一个，用自己的话见证他们的信仰：他们相信只有一位神，却启示于三个永远有别的身位；相信人永远无法在本质上达到神格；相信“他们只不过是教会”，而并非“只有他们是教会”。
于是，我展开了一项研究计划，其成果见于本期《基督教研究院期刊》特刊中的加长版封面故事。我们不仅在美国进行研究，收集第一手资料，甚至远赴中国大陆、台湾、南韩和英国。研究内容包括审慎地评估数以百计的书籍、文章、教会文件、影音记录，甚至法庭文件。 我们第一手研究的结果，一言以蔽之，就是：“我们错了！”

## 主要著作
- 《新旧约生命读经》（The Life-Study of The Bible）有1984篇。
- 《圣经恢复译本》及注解
- 《生命的认识》（The Knowledge of Life）ISBN 978-0-87083-419-6
- 《生命的经历》（The Experience of Life）ISBN 978-0-87083-417-2
- 《包罗万有的基督》（The All-Inclusive Christ）
- 《经历基督》
- 《神的经营》（The Economy of God）ISBN 0-87083-416-0
- 《新约总论》（The Conclusion of the New Testament），20册
- 《圣经的核仁》
- 《召会的历程》
- 《从天上来的异象》
- 《一个在灵里之人的自传》（An Autobiography of a Person in the Spirit）ISBN 978-0-87083-261-1
- 《真理课程》
- 《生命课程》
- 《召会是基督的身体》（The Church as the Body of Christ）
- 《历史与启示》
- 《基督徒生命成熟的路》
- 《主恢复中应有的认识》
- 《主恢复中划时代的带领》
- 《信徒聚会并事奉的正路》
- 《国度之于信徒》
- 《我们人的灵》
- 《教会的立场与教会的聚会》
- 《真理信息》
- 《生命信息》
- 《雅歌结晶读经》
- 《基督徒的生活》（The Christian Life）ISBN 978-0-87083-820-0
- 《神在祂与人联结中的历史》
- 《得胜者》
- 《基督身体的构成与建造》
- 《神在人裡的行动》
- 《那灵同我们的灵》（The Spirit with Our Spirit）ISBN 978-0-87083-798-2
- 《罗马书的结晶》
- 《雅各书结晶读经》
- 《神人》
- 《神人的生活》
- 《神救恩生机的一面》
- 《神圣奥秘的范围》
- 《基督的三个时期—成肉体、总括与加强》
- 《约翰福音结晶读经》
- 《基督的人性结晶读经》
- 《活力排》
- 《对同工长老们以及爱主寻求主者爱心的话》
- 《经历神生机的救恩等于在基督的生命中作王》
- 《神聖啟示的高峰》（十四冊）

## 家庭
- 原配：李荀荣向，（1906－1959年病故）
- 续弦：李黎宝艺（1917－2013年），1960年结婚
- 子女8人
  - 李蒙光
  - 李蒙泽（Philip Lee，－2007年）[26]